# مسجد تحت القناطر
مسجد تحت القناطر يقع في مدينة دمشق القديمة ضمن السّور في منطقة الخراب. تطلّ واجهته الرّئيسة الجنوبيّة على شارع مدحت باشا، الّذي يمرّ عبر دمشق القديمة من باب الجابية إلى باب شرقيّ، بينما تحدّه المدرسة المحسنيّة (بيت العظم) من الجهة الشّرقيّة. يعتبر هذا المسجد من المعالم الأثريّة من العهد العثمانيّ المتأخّر، والّذي يحوي مسجدًا وسبيلًا صغيرًا يقع في الطّرف الشّرقي من الواجهة الرّئيسة الجنوبيّة. 

## تسميته
جاءت تسمية المسجد بهذا الاسم بسبب وقوعه في منطقة تحت القناطر الكائنة في حيّ الخراب، حين كانت القناطر تغطي السّوق الطّويلة (مدحت باشا).

## التّصميم المعماريّ
يتّسم المسجد بتصميم مستطيل الشّكل، بأبعاد تقارب 18×10 متر، مع اختلافات في أطوال الأضلاع الّتي تضفي على المبنى طابعًا معماريًّا فريدًا. بعد اكتمال أعمال التّرميم، تمّ ضمّ الفراغ الضّيّق في الجهة الشّرقيّة ليصبح المدخل الرّئيس للمسجد، ممّا يعزّز إمكانيّة الوصول ويساهم في تحسين التّنظيم الدّاخليّ.
المدخل يتضمّن بابًا خشبيًّا ذا مصراعين، مزيّنًا بعقد نصف دائريّ، يفتح على دهليز طويل يؤدّي إلى بهو الدّخول. هذا البهو يفتح بدوره على مجموعة من الفضاءات الدّاخليّة، حيث يمكن للزّوار الصّعود إلى سطح المسجد عبر درج يقع في الجهة الشّرقيّة من داخل المسجد.
الباب الشّماليّ يتيح الوصول إلى الميضأة والمطهرة، وهي الأماكن المخصّصة للوضوء والطّهارة، وهي جزء لا يتجزّأ من تصميم المسجد الّذي يولي اهتمامًا كبيرًا بالنّظافة. كما يفتح الباب الغربيّ على قاعة الحرم المستطيلة، الّتي تبلغ مساحتها حوالي 125 مترًا مربّعًا، وتعدّ أكبر مساحة في المسجد. يتكوّن الحرم من ثلاثة فراغات متتالية تمتدّ من الجنوب إلى الشّمال.
هذه الفراغات متّصلة ببعضها البعض عبر عقود مدبّبة واسعة ومرتفعة من الحجر الأبلق، وهو نوع من الحجر الّذي يضيف طابعًا مميزًّا للمسجد. العقد الأوّل يستند إلى الجدارين الشّرقيّ والغربيّ، بينما يستند العقد الثّاني إلى تاجين مزخرفين، ممّا يضيف جمالًا للهيكل المعماريّ.
الجزء العلويّ من الحرم يحتوي على سقف خشبيّ سناميّ، مائل في اتّجاه معين، ممّا يساهم في توفير تهوية وإضاءة طبيعيّة جيّدة داخل المسجد. السّقف في الجزء الأوّل من الحرم يدعمه جسر خشبيّ عرضيّ يقع في منتصفه، ما يضمن استقرارًا هيكليًّا جيّدًا. تصميم السّقف الخشبيّ يعكس الطّابع التّقليديّ للمساجد، ويعزّز من شعور الرّحابة داخل الحرم، ممّا يجعل المكان مناسبًا للصّلاة والتّجمّعات الجماعيّة.
المسجد يتميّز بسقف ينزل نحو الشّمال والجنوب، ويحتوي الفراغ الأوسط بين العقدين على "قفّاعة" مرتفعة بسقف خشبي مستوٍ ونوافذ زجاجيّة مستطيلة تسمح بدخول الضّوء الطّبيعيّ وتحسين التّهوية.

## واجهات الحرم الدّاخليّة
تتمتّع واجهات الحرم الدّاخلية للمسجد ببساطة لافتة، حيث تفتقر إلى الزّخارف المعقّدة وتعتمد على الطّلاء الأبيض الّذي يضفي عليها طابعا هادئا ونظيفا. في الجهة الجنوبيّة من الحرم، يبرز المحراب ذو الحنيّة نصف الدّائريّة الّذي يكسوه الرّخام الحديث، ليكون نقطة التّركيز في الواجهة. على يسار المحراب، يوجد شبّاك تمّ تعديل جزء من أسفله ليصبح سبيلاً للماء، ممّا يعكس الاهتمام بجعل المسجد مكانًا للرّاحة والاحتياجات اليوميّة للمصلّين. إلى يمين المحراب، توجد نافذة مماثلة أيضًا ذات عقد نصف دائريّ، بينما يوجد باب مغلق يستخدم حاليّا منبرًا للخطابة، ممّا يوضّح كيف يتمّ توظيف المساحات في المسجد بشكل عمليّ وجماليّ في آن واحد.
أمّا الواجهة الجنوبيّة الخارجيّة للمسجد فهي الوحيدة المكشوفة، وتبنى من مداميك الحجر البازلتيّ الأسود، ممّا يضيف قوّة ومتانة للمبنى. هذه الواجهة ترتفع حتّى تغطّي الفتحات السّفليّة المتناظرة. تحتوي على باب غربيّ مغلق لا يستخدم، في حين أنّ الباب الشّرقيّ هو المدخل الرّئيس للجامع، وهو معقود بعقد نصف دائريّ مغطّى بقضبان حماية معدنيّة شعاعيّة تمنح المدخل مظهرًا حصينًا، كما تحافظ على سلامة المبنى. توجد أيضا نافذتان متطابقتان بينهما عقد نصف دائريّ، مغطّاتان بمصبغات معدنيّة لتحمي المبنى من العوامل الخارجيّة، بينما توفّر الضّوء والتّهوية في نفس الوقت.
الواجهة العلويّة للمسجد مغطّاة بطبقة من اللّياسة ومطليّة بالجير الأبيض، وهو ما يمنحها مظهرًا بسيطًا وأنيقًا مع حماية من العوامل البيئيّة. يبرز في هذا الجزء مظلّتان خشبيّتان متماثلتان مثبّتتان فوق النّوافذ المستطيلة. تسهم هذه المظلّات في حماية النّوافذ من الأمطار وأشعّة الشّمس، إضافة إلى دورها في تحسين توزيع الضّوء الطّبيعيّ داخل المسجد. يُظهر تصميم المسجد اهتمامًا كبيرًا بتحقيق التّوازن بين الجماليّة والوظيفيّة، حيث تعكس تفاصيله عناية فائقة بتوفير حلول معماريّة تخدم احتياجات المصلّين وتعزّز من استدامة البناء.

## السّبيل
النّافذة الشّرقيّة تحتوي على سبيل من الحجر المزي، والّذي يتميّز بعقد ثلاثيّ ذي مفتاح زخرفيّ بشكل رأس سبع محور إلى زخارف نباتيّة، ممّا يعكس التّفاصيل الفنيّة الدّقيقة في التّصميم العثمانيّ. يبلغ ارتفاع السّبيل 2 متر، وعرضه 1.18 متر، وعمقه 0.83 متر، ويعلوه إفريز من الحجر المزي يضيف لمسة جماليّة للواجهة.
السّبيل يضمّ جرنًا حجريًّا مصمّمًا لتجميع المياه المتدفّقة من عين قريبة، ممّا يعكس الدّور الاجتماعيّ الّذي يلعبه المسجد إلى جانب وظيفته الدّينيّة. كان السّبيل يُستخدم لتلبية احتياجات المصلّين والمارّة من المياه، ممّا يعزّز الطّابع المجتمعيّ للمسجد ودوره في خدمة العامّة.